# 日本口腔科学会
特定非営利活動法人日本口腔科学会（にほんこうくうかがくかい、Japanese Stomatological Society;JSS）とは、口腔科学を中心とした学問を取り扱う専門学術団体の一つである。日本医学会第31分科会。

## 概要
1913年に設立された歯科医学談話会が拡大され、1918年に日本歯科口腔科学会となり、1946年に日本口腔科学会と改名される。2004年11月26日に東京都より認証を得、特定非営利活動法人となる。2006年9月30日現在会員数3,803名。2015年現在、理事長は丹沢秀樹。

## 総会
- 年1回

## 本部事務局
- 〒135-0033 東京都江東区深川2-4-11 一ツ橋印刷株式会社 学会事務センター内

## 地方部会
- 北日本地方部会
- 関東地方部会
- 中部地方部会
- 近畿地方部会
- 中国・四国地方部会
- 九州地方部会

## 学会誌
- 『日本口腔科学会雑誌』年4回発刊 ISSN 0029-0297 全国書誌番号:00018538 OCLC Number:73152827
- 『Oral Science International』年2回発刊 ISSN 1348-8643 ISSN 1881-4204(online) OCLC Number:276224187/212373071（J-STAGEにて全文公開）

## 大会等
| 年     | 月日          | 名称                                           | 会長       | 会場                   | テーマ                                                  | 参加者数 | 備考          |
| ------ | ------------- | ---------------------------------------------- | ---------- | ---------------------- | ------------------------------------------------------- | -------- | ------------- |
| 2006年 | 5月11日～12日 | 第60回特定非営利活動法人日本口腔科学会学術集会 | 亀山洋一郎 | 名古屋国際会議場       |                                                         |          | [ 5 ]         |
| 2007年 | 4月19日～20日 | 第61回特定非営利活動法人日本口腔科学会学術集会 | 浦出雅裕   | 神戸国際会議場         | Oral Scienceのさらなる発展を目指して                    |          | [ 6 ]         |
| 2008年 | 4月17日～18日 | 第62回特定非営利活動法人日本口腔科学会学術集会 | 白砂兼光   | 福岡国際会議場         |                                                         |          | [ 7 ]         |
| 2009年 | 4月16日～17日 | 第63回特定非営利活動法人日本口腔科学会学術集会 | 橋本賢二   | アクトシティ浜松       | 】温故知新 「医のこころ」，「匠のわざ」そして「光医学」 |          | [ 8 ]         |
| 2010年 | 6月24日～25日 | 第64回特定非営利活動法人日本口腔科学会学術集会 | 戸塚靖則   | 札幌プリンスホテル     | 口腔科学のさらなる発展 −領域・分野間の連携促進−         |          | [ 9 ]         |
| 2011年 | 4月21日～22日 | 第65回特定非営利活動法人日本口腔科学会学術集会 | 天笠光雄   | タワーホール船掘       | 口腔科学と医の心                                        |          | [ 10 ]        |
| 2012年 | 5月17日～18日 | 第66回特定非営利活動法人日本口腔科学会学術集会 | 岡本哲治   | 広島国際会議場         | 環境・平和・口腔科学                                    |          | [ 11 ] [ 12 ] |
| 2013年 | 5月22日～24日 | 第67回特定非営利活動法人日本口腔科学会学術集会 | 今井裕     | 栃木県総合文化センター | 拓く－新たなる口腔科学の創造にむけて－                  |          | [ 13 ]        |

## 学会賞
- 日本口腔科学会学会賞奨励賞
- 日本口腔科学会学会賞優秀発表賞

## 加盟団体
- 日本医学会
- 外科系学会社会保険委員会連合
- 歯学系学会社会保険委員会連合
- 日本歯学系学会協議会

## 関連事項
- 歯学／歯科
- 学会の一覧／研究会